# Ligne des Aubrais - Orléans à Orléans
La ligne des Aubrais - Orléans à Orléans est une courte ligne de chemin de fer qui relie la gare de passage des Aubrais à la gare en cul-de-sac d'Orléans.

## Histoire
La ligne existe depuis l'inauguration de la gare d'Orléans en 1843. Ses alentours sont largement transformés après 1945 en raison des bombardements de plusieurs anciennes gares périphériques, notamment la gare du Moulin de l'Hôpital (alors transformée en école) ou la gare Saint-Marceau complètement détruite après l'achèvement des immeubles de grande hauteur quai de Trévise.
Dans les années 1954-56, le dépôt et la gare de marchandises situés derrière l'actuelle gare d'Orléans sont détruits et des superficies importantes libérées - elles deviendront la surface du grand ensemble du quartier Gare (Munster). La gare de marchandises est reconstruite aux Acacias, dans le triangle entre le raccordement d'Orléans à Vierzon, la ligne d'Orléans aux Aubrais et la ligne de Vierzon aux Aubrais, et inaugurée en 1956. Elle est détruite en 2020. Le dépôt est reconstruit aux Aubrais avec des éléments de l'ancien - notamment un pont tournant et de nombreux coupons de voie.

## Caractéristiques
La ligne est longue d'un peu plus de deux kilomètres. Elle part des Aubrais, où le PK 119 se trouve au droit du poste d'aiguillage, côté Orléans. 
Elle longe l'ancienne gare des marchandises, remplacée par un Technicentre, inauguré en compagnie de Clément Beaune, ministre délégué chargé des Transports, ainsi que de François Bonneau, président du conseil régional du Centre-Val de Loire, le 29 novembre 2022,. 
La ligne rencontre la bifurcation entre le raccord vers la gare d'Orléans (tout droit), la ligne de Tours (à droite) et la ligne de Vierzon (à gauche). 
Depuis les Aubrais, des raccords permettent de rejoindre directement la ligne de Tours (près du pont de la rue des Murlins) et la ligne de Bourges (au-dessous de la rue Emile Zola). Enfin, passé le poste d'aiguillage de la gare d'Orléans, l'on entre dans la gare proprement dite, avec ses sept voies à quai (1 à 6, et voie G) et son grill pour les rames voyageurs tout à droite, côté avenue de Paris.

## Exploitation
La ligne est empruntée par tous les trains en provenance de Paris et à destination d'Orléans. Jusqu'en décembre 2011, des navettes composées d'automotrices inox 3 caisses (Z 5300) circulaient entre Orléans et Les Aubrais ainsi qu'entre Tours et Saint-Pierre. Ce service a été reporté sur le tram A, tandis qu'à Tours une partie des navettes ont été maintenues avec divers matériels régionaux. 
Le coût du transport entre Orléans et les Aubrais s'établissait à 1.20€ pour les voyageurs n'ayant pas acheté de billet depuis Orléans vers les destinations accessibles depuis la gare des Aubrais (principalement Tours, Limoges ou Paris). Les trains pour Bourges, Nevers et la Souterraine partent de la gare d'Orléans. 
Depuis décembre 2011, les navettes ont été supprimées et seuls les trains d'origine et à destination d'Orléans empruntent la ligne ; il y en a cependant plus qu'avant, car le cadencement a été mis en place sur la relation Paris - Orléans - Tours avec un changement de matériel. Les trains n'arrivent plus dans le cul de sac d'Orléans pour changer de locomotive : ce sont les voyageurs qui changent de rame, les rames Corail (remplacés progressivement par des Régio2N) étant réservées aux relations Paris - Orléans (sauf Interloire) tandis que les matériels récents (Z21500 et Regiolis) sont réservés à la ligne Orléans-Tours. 
Il reste cependant - tôt le matin, tard le soir et entre midi et 14 heures - des trains qui ne desservent pas la gare d'Orléans et qui relient donc Paris à Tours via les Aubrais.